# Antonov Rot Front-2
L'Antonov Rot Front-2 (en russe : Рот Фронт-2) est un planeur expérimental monoplace conçu par Oleg Antonov. Construit en 1933, il était prévu pour étudier en vol l'effet de différents éléments structuraux sur les caractéristiques du planeur. La même année, trois autres planeurs ont été construits : l'Antonov Rot Front-1, Rot Front-3 et Rot Front-4 qui avaient des différences. Par exemple, les Rot Front-1, Rot Front-2 et Rot Front-3 avaient des profils similaires mais un allongement et des ailes différents.